# Морозова Долина
Моро́зова Доли́на — село в Золочівській громаді Богодухівського району Харківської області України. Населення становить 56 осіб.

## Географія
Село Морозова Долина знаходиться між селами Леміщине і Гур'їв (2 км). По селу протікає пересихаючий струмок з загатами.

## Історія
12 червня 2020 року, розпорядженням Кабінету Міністрів України № 725-р «Про визначення адміністративних центрів та затвердження територій територіальних громад Харківської області», увійшло до складу Золочівської селищної громади.
19 липня 2020 року, в результаті адміністративно-територіальної реформи та ліквідації Золочівського району, село увійшло до складу Богодухівського району.

## Населення

### Мова
Розподіл населення за рідною мовою за даними перепису 2001 року:
| Мова       | Відсоток |
| ---------- | -------- |
| українська | 96,43%   |
| російська  | 3,57%    |